# ジュール・プリソン
ジュール・プリソン(Jules Plisson、1991年8月20日 - )は、フランスのラグビーユニオン選手。現在の所属クラブはプロヴァンス・ラグビー。ポジションは主にスタンドオフ(フライハーフ)。

## 経歴
- U20フランス代表に選ばれたことがある[1]。
- 2014年、シックスネーションズでのイングランド代表戦で初キャップを獲得した[2]。
- 2015年のラグビーワールドカップではけがの影響もあり代表に選出されなかった。
- 2016年のシックスネーションズで代表に選ばれ、初戦のイタリア代表戦に先発出場すると決勝点となる逆転のペナルティーゴールを決めた。
- 2019年、ラ・ロシェルに加入[3]。
- 2022年、ASMクレルモンに加入[4]。
- 2024年、プロヴァンスに加入[5]。